# Luis III de Francia
Luis III (? 865-5 de agosto de 882), rey de Francia Occidental, asociado en el trono con su hermano Carlomán. Fue el segundo de los hijos del rey Luis II el Tartamudo y Ansgarda de Borgoña.

## Biografía
Luis III y su hermano Carlomán II accedieron al trono de los francos occidentales al fallecer su padre en 879, obteniendo el reconocimiento como monarcas por parte del conjunto de la nobleza un año más tarde. 
Luis, en compañía de su hermano Carlomán II se enfrentó con el duque Boso de Provenza (rey de la Borgoña Inferior). Logró una victoria sobre los normandos en Saucourt-en-Vimeu, en el año 881. 
Murió el 5 de agosto de 882 en Saint-Denis al golpearse la cabeza con el dintel de una puerta demasiado baja mientras en broma perseguía a caballo a una jovencita. Su hermano Carlomán le sucedió ciñéndose en solitario la corona.